# Diagonal principal
En álgebra lineal, la diagonal principal de una matriz cuadrada contiene los elementos situados desde {\displaystyle a_{1,1}\,} hasta {\displaystyle a_{n,n}\,}. 
Es decir, los elementos que van desde la esquina superior izquierda hasta la esquina inferior derecha: {\displaystyle a_{1,1}\,}, {\displaystyle a_{2,2}\,}, {\displaystyle a_{3,3}\,} ... {\displaystyle a_{n,n}\,}. 
{\displaystyle A={\begin{bmatrix}a_{11}&a_{12}&a_{13}&.&.&.&a_{1n}\\a_{21}&a_{22}&a_{23}&.&.&.&a_{2n}\\a_{31}&a_{32}&a_{33}&.&.&.&a_{3n}\\.&.&.&.&.&.&.\\.&.&.&.&.&.&.\\.&.&.&.&.&.&.\\a_{n1}&a_{n2}&a_{n3}&.&.&.&a_{nn}\\\end{bmatrix}}}

## Uso
Se usa el término de diagonal principal, por ejemplo, en la definición de matriz diagonal, que es una matriz cuadrada, en la que todos los elementos que no están en la diagonal principal son cero. La suma de los elementos de la diagonal principal de una matriz se denomina traza de dicha matriz.

## Ejemplo
La siguiente matriz diagonal contiene sólo números uno en su diagonal principal.
{\displaystyle A={\begin{bmatrix}1&0&0\\0&1&0\\0&0&1\end{bmatrix}}}
Su traza es {\displaystyle \operatorname {tr} (A)=1+1+1=3\,}